# Borki (Jabłonica)
Borki – część wsi Jabłonicaw Polsce położona w województwie świętokrzyskim, w powiecie staszowskim, w gminie Szydłów.
W latach 1975–1998 miejscowość położona była w województwie kieleckim.